# Godfrey Lienhardt
Ronald Godfrey Lienhardt (* 17. Januar 1921 in Bradford; † 9. November 1993 in Oxford) war ein britischer Anthropologe und Religionswissenschaftler. Er erforschte die Religion und Gesellschaft der Dinka und Anuak im heutigen Südsudan. Seine Erkenntnisse über das Selbstverständnis und die religiösen Vorstellungen der Dinka wurden als Grundlagen für eine allgemeine Anthropologie verstanden und in dieser Richtung weiterentwickelt. Durch eine klare und verständliche Sprache erreichte er auch über sein Fachgebiet hinaus Aufmerksamkeit.

## Leben
Der deutsche Name „Gottfried Lienhardt“ verweist auf die schweizerische Herkunft des Vaters; seine Mutter war Engländerin. Von 1939 bis 1941 studierte Lienhardt englische Literatur am Downing College der University of Cambridge. Während des Zweiten Weltkriegs war er als Leutnant der britischen Armee in Ostafrika stationiert. Im Jahr 1947 erlangte er in Cambridge einen akademischen Grad in den Fächern Ethnologie und Archäologie. Die Regierung des anglo-ägyptischen Sudan unterstützte Lienhardt wie auch zuvor seinen Lehrer und Kollegen Edward E. Evans-Pritchard mit einem Stipendium für Feldforschungen bei den Dinka im Südsudan, wo er in der Zeit von 1947 bis 1950 zwei Jahre verbrachte. Seine Doktorarbeit veröffentlichte er 1952 unter dem Titel: The Dinka of the Southern Sudan. Religion and Social Structure. Während dieser Zeit war er auch Dozent für Afrikastudien in Oxford. In den Jahren 1950–1952 betrieb er mit einem Stipendium des International African Institute Feldforschung bei den Anuak im Grenzbereich zwischen dem Südsudan und Äthiopien.
1955–1956 richtete er an der Universität Bagdad die Abteilung für Soziologie und Sozialanthropologie ein. In den folgenden Jahren war Lienhardt Mitglied der Forschungseinrichtung Queen Elizabeth House der Abteilung für Internationale Entwicklung an der Universität Oxford, wo er 1961 sein Werk über die Dinka-Religion, Divinity and Experience. The Religion of the Dinka, fertigstellte. 1964 erhielt er eine Gastprofessur am Institut für Afrikanische Studien der Universität von Ghana in Accra. Er kehrte anschließend nach Oxford zurück, wo er 1967 in den Verwaltungsrat des Wolfson College berufen wurde, in welchem er 1973–1975 den Vorsitz übernahm. Von der Northwestern University in Illinois wurde Lienhardt 1983 die Ehrendoktorwürde verliehen.
Die Universität Oxford vergibt regelmäßig ein seinem Gedächtnis gewidmetes Stipendium, den Godfrey Lienhardt Memorial Fund, für Forschungsvorhaben im subsaharanischen Afrika. Sein Bruder Peter Lienhardt lieferte Beiträge zur Geschichte des Islam in Arabien, Ägypten und im Sudan.
Als Lehrer in Oxford pflegte er einen persönlichen Kontakt zu seinen Studenten. Einige erinnern sich an abendliche Fachgespräche im Pub.

## Werk

### Untersuchung von Religion und Gesellschaft der Dinka
Zu der Zeit, als Lienhardt mit seiner Feldforschung bei den Dinka begann, hatte Evans-Pritchard bereits eine gründliche ethnographische Beschreibung der benachbarten und in vielem ähnlichen Nuer vorgelegt. Eine ebenso ausführliche Darstellung der Dinka-Gesellschaft hätte womöglich Wiederholungen ergeben, eine andere Interpretation der Ergebnisse hätte zu einer Konkurrenz zwischen den Kollegen führen können. Gesellschaftliche Strukturen besprach Lienhardt daher nur knapp und Heiratsregeln gar nicht, stattdessen legte er den Schwerpunkt auf den symbolischen Gehalt der Religion.
Lienhardt gliederte die Dinka-Religion nicht nach bestimmten Glaubensprinzipien, sondern versuchte Religion als Ausfluss von alltäglichen und sozialen Erfahrungen zu erfassen: Geister, Götter oder sonstige auf den Menschen Einfluss nehmende Mächte sind vor allem Kräfte, die aus der Vorstellung, aus „Bildern“ („images“) entstehen. Es sind Bilder der Leidenschaften („passion“) als einer aktiven Quelle, durch die Dinka ergriffen werden und zu religiöser Erfahrung gelangen. Er stellte fest, dass bei den Dinka eine „inner agency“ (etwa: „ein innerer Anstifter“) als Geist / Gewissen / Gedächtnis und als aktive Instanz fehlt, sie dafür die Inhalte der Bilder als eigentliche Kraft wahrnehmen. Diese Kraft ist übermenschlich, aber nicht übernatürlich, da sie nicht aus einer jenseitigen Welt herüberwirkt. Die Kräfte sind sowohl außerhalb (Erscheinungen der Natur) als innerhalb des Menschen (wo sie Besitz ergreifen) und stellen die Verbindung zwischen äußerer und innerer Erfahrung her.
Für dieses Prinzip der religiösen Erfahrung führte Lienhardt den lateinischen Begriff „passiones“ ein, der seither in der Anthropologie oft zitiert wird, als Beispiel sei Fritz Kramer genannt. Der westliche Mensch erinnert sich absichtlich an etwas, Dinka werden von einer Macht erinnert. Es ist ein Überwältigtwerden von Erinnerung.

### Sozialanthropologie
Lienhardt folgte den Grundsätzen der britischen Sozialanthropologie, wie sie von Evans-Pritchard formuliert wurden, die Gesellschaften als moralische Systeme untersucht, allgemeine Muster zu finden versucht und diese interpretiert.
Die Dinka, die Halbnomaden und Rinderzüchter sind und sich hauptsächlich um ihr Vieh kümmern, fand Lienhardt eher ungesellig im Vergleich zu den Ackerbau treibenden Anuak, in deren Dorfgemeinschaften die Menschen dicht zusammenleben und wo er feine psychologische Strukturen im Wettbewerb um Macht, die das Sozialgefüge prägen, untersuchen konnte. Machtverhältnisse bei den Dinka beobachtete er als zwischen den beiden Clan-Gruppen ausgeglichen: der Clan der Speermeister war innerhalb der Gesellschaft für die Rituale, der Clan der Krieger war für die Politik zuständig.
Eine subtile Unterscheidung traf Lienhardt zwischen der Ausdrucks- und Wirkfunktion der Dinka-Rituale, also zwischen der symbolischen Handlung des Magiers und der Kontrollfunktion durch die menschliche Erfahrung. Da somit der symbolische Anteil vom Ritual abgezogen war, konnte er den magischen Kern als geringer zeigen. An dieser Stelle gab es eine Fachdiskussion, wie magisch „primitive“ Religionen allgemein seien. Mary Douglas brachte den Ausgleich, indem sie dem hohen Anteil an Magie, der anderswo in eng zusammenlebenden und hierarchischen Ackerbaugesellschaften beobachtet wurde, die bei den Dinka wenig ritualisierte Religion einer verstreut lebenden und eher herrschaftslosen Viehzüchtergesellschaft entgegenhielt. Sie folgerte daraus, dass traditionelle Gesellschaften nicht notwendig religiöser sein müssten als moderne.

## Werke
- Divinity and Experience. The Religion of the Dinka. Clarendon Press, Oxford 1961; Reprint Oxford University Press 1988, ISBN 0-19-823405-8.
- Social Anthropology. Oxford University Press, London/New York 1964; Reprint 1972.

Einzelne Artikel:
- Some Notions of Witchcraft among the Dinka. In: Africa 21,1. 1951, S. 303–318.
- The Shilluk of the Upper Nile. In: Daryll Forde (Hrsg.): African Worlds: Studies in the Cosmological Ideas and Social Values of African People. International African Institute, Oxford University Press 1954, S. 138–163.
- Nilotic Kings and Their Mothers' Kin. In: Africa. Journal of the International African Institute 25. 1955, S. 29–42.
- Anuak Village Headmen I. In: Africa. Journal of the International African Institute 27. 1957, S. 397–400.
- Anuak Village Headmen. II: Village Structure and "Rebellion". In: Africa. Journal of the International African Institute 28. 1958, S. 23–36.
- The Western Dinka. In: J.Middleton und D. Tait (Hrsg.): Tribes without Rulers. London 1958.
- The Situation of Death. An Aspect of Anuak Philosophy. In: Anthropological Quarterly, 35, 2. 1962, S. 74–85. Später in: Mary Douglas: Witchcraft, Confessions and Accusations. 1970, Neuauflage Routledge, London / New York 2004, S. 279–291.
- Evans-Pritchard: A Personal View. In: Man. The Journal of the Royal Anthropological Institute of Great Britain and Ireland, N.S. 9. 1974, S. 299–304.
- Getting Your Own Back: Themes in Nilotic Myth. In: Godfrey Lienhardt und John Hugh Marshall Beattie (Hrsg.): Studies in social anthropology. Essays in memory of Edward E. Evans-Pritchard by his former Oxford colleagues. Oxford 1975, S. 212–237.
- Self Public Private. Some African Representations in the Category of the Person. In: Michael Carrithers u. a. (Hrsg.): The Category of the Person. Anthropology, Philosophy, History. Cambridge University Press, Cambridge 1985, S. 141–155.